# 芜菁之冬

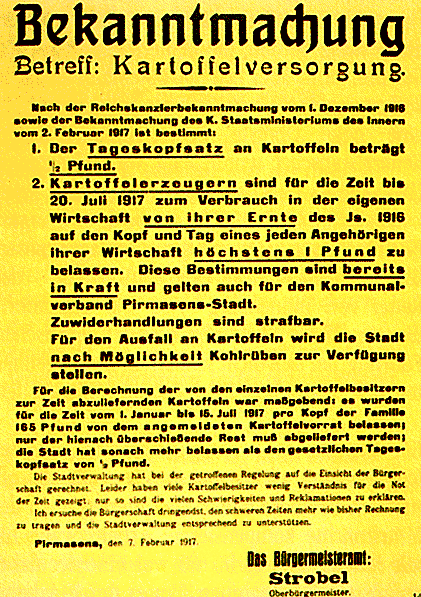
1917年皮尔马森斯进行马铃薯配给的公告

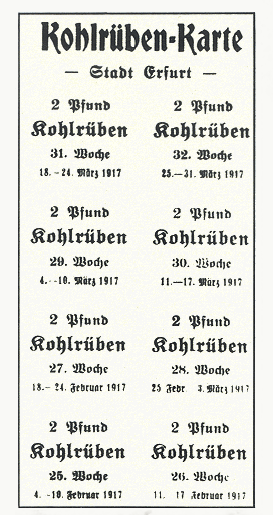
芜菁甘蓝菜单，1917年爱尔福特

芜菁之冬（德語： 或 ）又称饥饿之冬（Hungerwinter），是指第一次世界大战期间德意志帝国在1916年-17年冬天的饥荒，其由战时经济问题及英国在北海的海上封锁引发。 

## 概述
战争爆发之前，德意志帝国大约进口了三分之一的食品，当时是全球最大的农产品进口国。
1914年战争爆发后，英国对德国发起了贸易禁运，并在海上建立了日趋严厉的贸易封锁，直到1919年才解除。德国也一同失去了从俄罗斯的进口。1917年1月，美国通过中立国停止了与德国的秘密贸易。 
造成食物匮乏的一个更重要的原因是过度的官僚主义和价格与分配政策上适得其反的措施。食物配给及政府管控在德国实行。德国的农业也缺乏劳动力、役畜和肥料，此外还有交通问题。

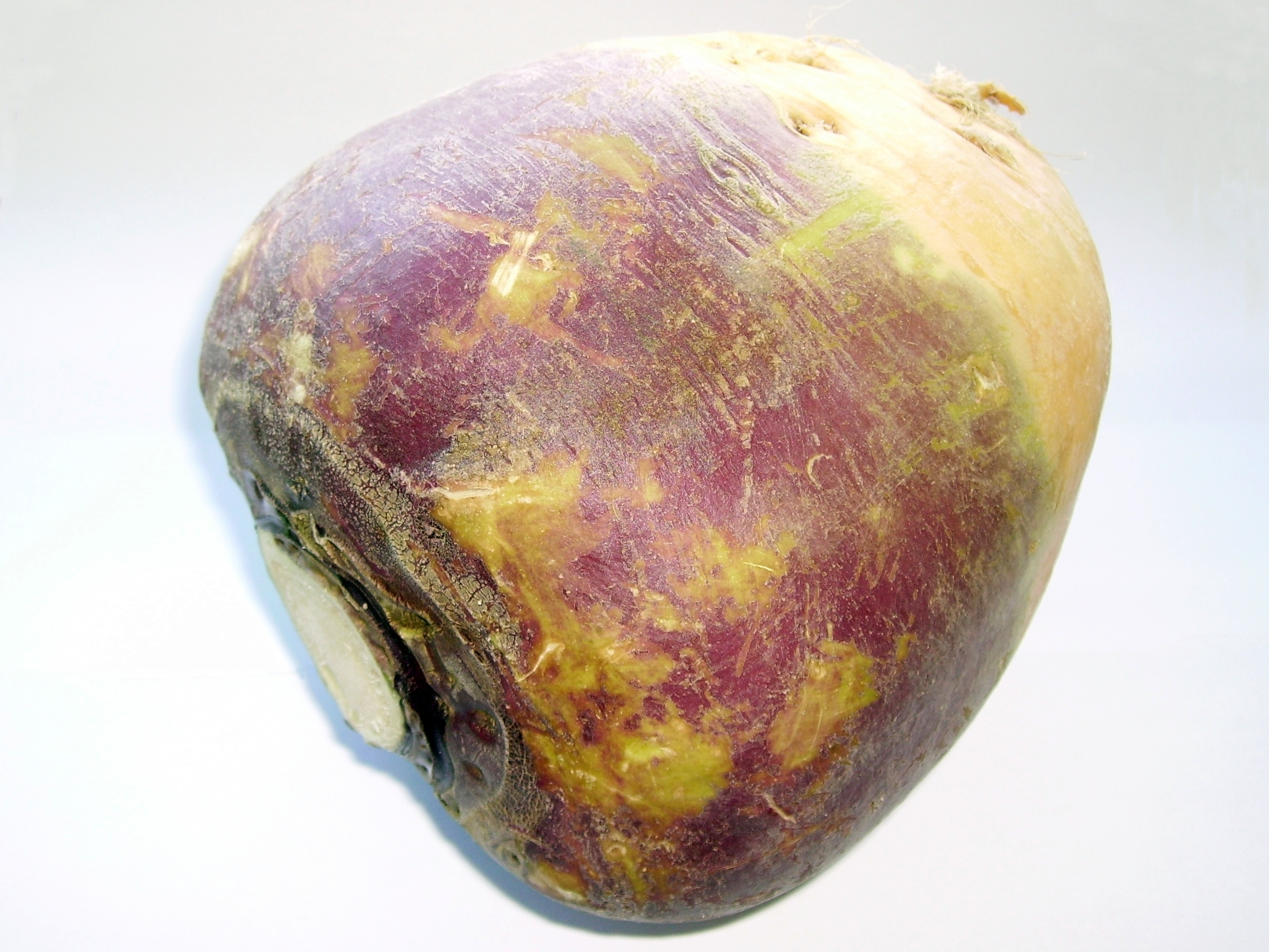
芜菁甘蓝-最初种植用作猪饲料

黑市只发挥了很小的作用，下乡囤货变得更为重要，这一定程度上导致了城乡居民之间的严重矛盾。尽管这些下乡活动严重违反了国家法规，但市政当局也参加了其组织工作。
在此期间，康拉德·阿登纳确保了向科隆人民供应诸如用米、大麦、玉米粉或大麦米制成的“科隆面包”之类的替代食品。这些食物替代品口味不佳，因此科隆人给他取了个绰号“Graupenauer”（洋薏米的德文“Graupen”与阿登纳的德文“Adenauer”的结合）。

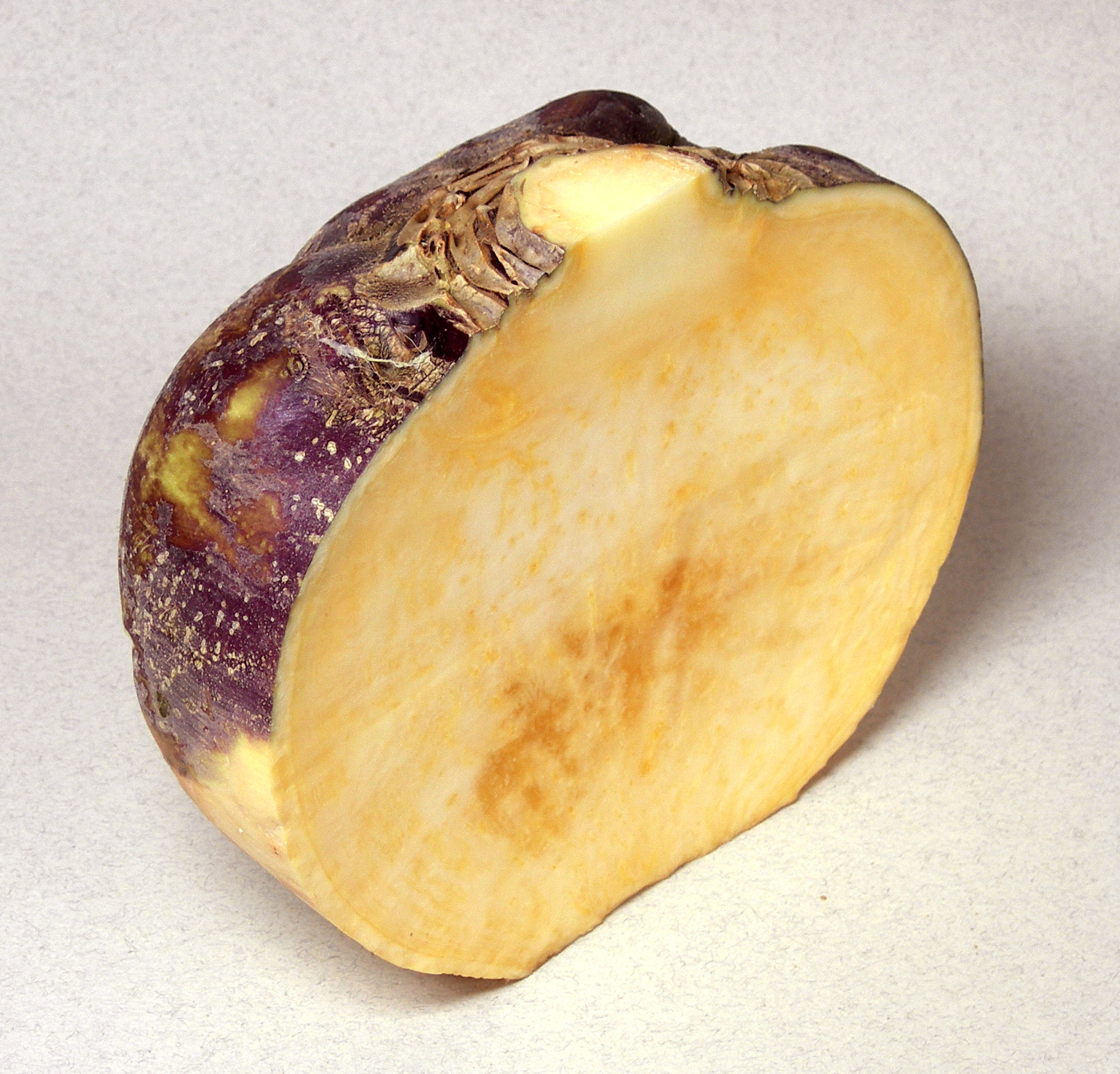
切开的芜菁甘蓝

1916年5月，战争食品办公室（Kriegsernährungsamt）成立，其直接隶属帝国总理（Reichskanzler）。战争食品办公室负责确保民众食品供应，并让所有有关人员参与其中。为了不损害“城堡和平政策”（Burgfriedenspolitik），战争食品办公室采取了严厉措施，例如增加了重体力和特重体力劳动者的口粮配给量，并且为避免军工厂的工人排长队而直接向军工厂供应食物，导致其受到了“國有社會主義”的指责。土豆也被禁止用作饲料。当局与生产者藏匿物资储备作对抗。尽管作出了这些努力，战争食品办公室仍未能防止饥荒。 
由于谷物在早期定量配给、肉类和香肠产品几近全无，土豆的消费量在1916年初上升至战前水平的两倍半。1916年的多雨之秋导致了一场马铃薯晚疫病，致使马铃薯收成减少至上年的一半。 就食品上而言，德国已于1916年输掉了战争。蕪菁甘藍，一种根茎类蔬菜，成为大部分民众最重要的食物。他们以芜菁甘蓝制成的汤、砂锅、切排、布丁、果酱和面包为食。芜菁甘蓝绰号“兴登堡块茎”（Hindenburg-Knolle），以时任德军总司令保罗·冯·兴登堡的名字称之。1916年12月4日，战争营养办公室下令没收所有芜菁甘蓝以确保人民的营养。 
1916年-1917年冬季，一场意外的寒流来袭。此外，由于缺少煤炭，公寓里几乎没有暖气。部分民众的饮食是由粥厂供给的。 
1917年春天，德国民众的粮食供应降至最低点。秋季收成略有好转。但是，产量已降至正常情况下的一半。同时，分配食物的热量平均仅为1,000大卡。灾难性的粮食危机引发了1917年4月开始的罢工浪潮，严重影响了德国的军备工业。
1914年-1918年间，由于营养不良，德国约有80万人丧生。由于个人卫生方面的供应有限，每人每月允许仅允许使用50克肥皂，而该肥皂最多只包含20％的脂肪，且含有诸如粘土和皂石之类的填充剂，并且只能凭肥皂票获得，因此这加剧了卫生上的不足。从1918年春季开始，西班牙爆发了三波流感，其中的第二波（1918年秋）和第三波（1919年）夺去了许多德国人的生命。

## 书目
- Dieter Baudis: „Vom Schweinemord zum Kohlrübenwinter“. Streiflichter zur Entwicklung der Lebensverhältnisse in Berlin im Ersten Weltkrieg (August 1914 bis Frühjahr 1917). In: Jahrbuch für Wirtschaftsgeschichte, Sonderband 1986: Zur Wirtschafts- und Sozialgeschichte Berlins vom 17. Jahrhundert bis zur Gegenwart, S. 129–152, Akademieverlag, Online （页面存档备份，存于）
- Gustavo Corni: Hunger. In: Gerhard Hirschfeld, Gerd Krumeich, Irina Renz (Hrsg.): Enzyklopädie Erster Weltkrieg. Schöningh (UTB), Paderborn 2009, S. 565 ff.
- Arnulf Huegel: Kriegsernährungswirtschaft Deutschlands während des Ersten und Zweiten Weltkrieges im Vergleich. 1. Auflage. Hartung-Gorre, Konstanz 2003, ISBN 3-89649-849-5
- Gisela Gündell: Die Organisation der deutschen Ernährungswirtschaft im Ersten Weltkrieg. Leipzig 1939
- Anne Roerkohl: Hungerblockade und Heimatfront. Die kommunale Lebensmittelversorgung in Westfalen während des Ersten Weltkriegs. Studien zur Geschichte des Alltags, Band 10, Stuttgart 1991
- Hans-Heinrich Müller: Kohlrüben und Kälberzähne. Der Hungerwinter 1916/17 in Berlin. In: Berlinische Monatsschrift (Luisenstädtischer Bildungsverein). Heft 1, 1998, ISSN 0944-5560 （页面存档备份，存于）, S. 45–49 (luise-berlin.de).